# Haider (film)
Pour les articles homonymes, voir Haider.
Pour plus de détails, voir Fiche technique et Distribution.
Haider est un film policier indien, produit et réalisé par Vishal Bhardwaj, sorti en 2014. Il est le troisième opus de la « trilogie shakespearienne » de Vishal Bhardwaj, après Maqbool et Omkara.
Il est adapté de la célèbre pièce Hamlet, de William Shakespeare, paru en 1603. L'histoire du film se déroule en 1995, au milieu du conflit au Cachemire, lors de la disparition massive de civils.

## Synopsis
Haider Meer (Shahid Kapoor), un poète, retourne au Cachemire à l'apogée du conflit pour résoudre le mystère entourant la disparition de son père et finit par être entraîné dans la politique étatique.

## Fiche technique
Sauf indication contraire, les informations mentionnées dans cette section peuvent être confirmées par la base de données cinématographiques IMDb,  présente dans la section « Liens externes ».
- Titre : Haider
- Réalisation : Vishal Bhardwaj
- Scénario : Vishal Bhardwaj, Basharat Peer
- Casting : Mukesh Chhabra
- Dialogues : Vishal Bhardwaj
- Direction artistique : Shraddha Johri, Rupam Paul
- Décors : Subrata Chakraborthy, Amit Ray
- Costumes : Dolly Ahluwalia
- Maquillage : Preetisheel Singh, Clover Wootton
- Son : Shajith Koyeri
- Photographie : Pankaj Kumar
- Montage : Aarif Sheikh
- Musique : Vishal Bhardwaj
- Production : Vishal Bhardwaj, Siddharth Roy Kapur
- Société de production : UTV Motion Pictures, Vishal Bhardwaj Pictures
- Sociétés de distribution : UTV Motion Pictures
- Sociétés d'effets spéciaux : Digikore Studios
- Budget de production : 370 000 000 ₹
- Pays d'origine :  Inde
- Langue : Hindi
- Format : Couleurs - 2,35:1 - DTS / Dolby Digital / SDDS - 35 mm
- Genre : Drame, policier, romance, thriller
- Durée : 160 minutes (2 h 40)
- Dates de sortie en salles : 
  - Inde : 2 octobre 2014

## Distribution
- Shahid Kapoor : Haider Meer
  - Anshuman Malhotra : Haider, jeune
- Shraddha Kapoor : Arshia Lone
- Tabu : Ghazala Meer
- Narendra Jha : Dr. Hilal Meer
- Irfan Khan : Roohdaar
- Kay Kay Menon : Khurram Meer
- Kulbhushan Kharbanda : Hussain Meer
- Lalit Parimoo : Pervez Lone
- Ashish Vidyarthi : brigadier T.S Murthy
- Aamir Bashir : Liyaqat, le frère d'Arshia
- Sumit Kaul : premier courtier
- Rajat Bhagat : deuxième courtier
- Ashwath Bhatt : Zahoor

## Distinctions
| Année                 | Distinction                            | Catégorie                                             | Nom                               | Résultat   |
| --------------------- | -------------------------------------- | ----------------------------------------------------- | --------------------------------- | ---------- |
| 16 au 25 février 2014 | Festival international du film de Rome | Prix du public Mondo Genere                           | Haider                            | Lauréat    |
| 15 décembre 2014      | Stardust Awards                        | Meilleure actrice dans un second rôle                 | Tabu                              | Lauréat    |
| 15 décembre 2014      | Stardust Awards                        | Meilleur acteur dans un film dramatique               | Shahid Kapoor                     | Lauréat    |
| 15 décembre 2014      | Stardust Awards                        | Film de l'année                                       | Haider                            | Nomination |
| 15 décembre 2014      | Stardust Awards                        | Directeur de rêve                                     | Vishal Bhardwaj                   | Nomination |
| 15 décembre 2014      | Stardust Awards                        | Meilleure actrice dans un film dramatique             | Shraddha Kapoor                   | Nomination |
| 15 décembre 2014      | Stardust Awards                        | Meilleur parolier                                     | Gulzar (pour Bismil)              | Nomination |
| 15 décembre 2014      | Stardust Awards                        | Meilleure performance dans un rôle de méchant         | Kay Kay Menon                     | Nomination |
| 15 décembre 2014      | Stardust Awards                        | Acteur de l'année                                     | Shahid Kapoor                     | Nomination |
| 18 décembre 2014      | BIG Star Entertainment Awards          | Film le plus divertissant                             | Haider                            | Lauréat    |
| 18 décembre 2014      | BIG Star Entertainment Awards          | Acteur le plus divertissant                           | Shahid Kapoor                     | Lauréat    |
| 18 décembre 2014      | BIG Star Entertainment Awards          | Actrice la plus divertissante dans un thriller        | Tabu                              | Lauréat    |
| 18 décembre 2014      | BIG Star Entertainment Awards          | Réalisateur le plus divertissant                      | Vishal Bhardwaj                   | Nomination |
| 18 décembre 2014      | BIG Star Entertainment Awards          | Thriller le plus divertissant                         | Haider                            | Nomination |
| 18 décembre 2014      | BIG Star Entertainment Awards          | Acteur le plus divertissant dans un thriller          | Shahid Kapoor                     | Nomination |
| 18 décembre 2014      | BIG Star Entertainment Awards          | Acteur le plus divertissant dans un thriller          | Kay Kay Menon                     | Nomination |
| 18 décembre 2014      | BIG Star Entertainment Awards          | Actrice la plus divertissante dans un film romantique | Shraddha Kapoor                   | Nomination |
| 18 décembre 2014      | BIG Star Entertainment Awards          | Danseur le plus divertissant                          | Shahid Kapoor                     | Nomination |
| 12 janvier 2015       | Producers Guild Film Awards            | Meilleur acteur                                       | Shahid Kapoor                     | Lauréat    |
| 12 janvier 2015       | Producers Guild Film Awards            | Meilleure actrice dans un second rôle                 | Tabu                              | Lauréat    |
| 12 janvier 2015       | Producers Guild Film Awards            | Meilleur son                                          | Shajith Koyeri                    | Lauréat    |
| 12 janvier 2015       | Producers Guild Film Awards            | Meilleur film                                         | Haider                            | Nomination |
| 12 janvier 2015       | Producers Guild Film Awards            | Meilleur réalisateur                                  | Vishal Bhardwaj                   | Nomination |
| 12 janvier 2015       | Producers Guild Film Awards            | Meilleur acteur dans un second rôle                   | Irfan Khan                        | Nomination |
| 12 janvier 2015       | Producers Guild Film Awards            | Meilleure direction musicale                          | Vishal Bhardwaj (pour Bismil)     | Nomination |
| 12 janvier 2015       | Producers Guild Film Awards            | Meilleur chanteur de play-back                        | Sukhwinder Singh (pour Bismil)    | Nomination |
| 12 janvier 2015       | Producers Guild Film Awards            | Meilleur dialogue                                     | Vishal Bhardwaj                   | Nomination |
| 12 janvier 2015       | Producers Guild Film Awards            | Meilleur scénario                                     | Vishal Bhardwaj, Basharat Peer    | Nomination |
| 12 janvier 2015       | Producers Guild Film Awards            | Meilleure performance dans un rôle de méchant         | Kay Kay Menon                     | Nomination |
| 14 janvier 2015       | Screen Awards                          | Meilleur acteur                                       | Shahid Kapoor                     | Lauréat    |
| 14 janvier 2015       | Screen Awards                          | Meilleure actrice dans un second rôle                 | Tabu                              | Lauréat    |
| 14 janvier 2015       | Screen Awards                          | Meilleure direction artistique                        | Subrata Chakraborty, Amit Ray     | Lauréat    |
| 14 janvier 2015       | Screen Awards                          | Jodi N°1 du meilleur couple                           | Shahid Kapoor, Tabu               | Lauréat    |
| 14 janvier 2015       | Screen Awards                          | Prix LifeOK Hero du meilleur acteur                   | Shahid Kapoor                     | Lauréat    |
| 14 janvier 2015       | Screen Awards                          | Meilleur film                                         | Haider                            | Nomination |
| 14 janvier 2015       | Screen Awards                          | Meilleur réalisateur                                  | Vishal Bhardwaj                   | Nomination |
| 14 janvier 2015       | Screen Awards                          | Meilleur acteur dans un second rôle                   | Kay Kay Menon                     | Nomination |
| 14 janvier 2015       | Screen Awards                          | Meilleur acteur - critiques                           | Shahid Kapoor                     | Nomination |
| 14 janvier 2015       | Screen Awards                          | Meilleure chorégraphie                                | Suresh Adhana (pour Bismil)       | Nomination |
| 14 janvier 2015       | Screen Awards                          | Meilleure photographie                                | Pankaj Kumar                      | Nomination |
| 14 janvier 2015       | Screen Awards                          | Meilleure performance dans un rôle de méchant         | Kay Kay Menon                     | Nomination |
| 31 janvier 2015       | Filmfare Awards                        | Meilleur acteur                                       | Shahid Kapoor                     | Lauréat    |
| 31 janvier 2015       | Filmfare Awards                        | Meilleur acteur dans un second rôle                   | Kay Kay Menon                     | Lauréat    |
| 31 janvier 2015       | Filmfare Awards                        | Meilleure actrice dans un second rôle                 | Tabu                              | Lauréat    |
| 31 janvier 2015       | Filmfare Awards                        | Meilleur film                                         | Haider                            | Lauréat    |
| 31 janvier 2015       | Filmfare Awards                        | Meilleure direction artistique                        | Subrata Chakraborty, Amit Ray     | Lauréat    |
| 31 janvier 2015       | Filmfare Awards                        | Meilleurs costumes                                    | Dolly Ahluwalia                   | Lauréat    |
| 31 janvier 2015       | Filmfare Awards                        | Meilleur réalisateur                                  | Vishal Bhardwaj                   | Nomination |
| 31 janvier 2015       | Filmfare Awards                        | Meilleur parolier                                     | Gulzar (pour Bismil)              | Nomination |
| 31 janvier 2015       | Filmfare Awards                        | Meilleur son                                          | Shajith Koyeri                    | Nomination |
| 24 février 2015       | Global Indian Music Academy Awards     | Meilleur parolier                                     | Gulzar (pour Bismil)              | Lauréat    |
| 24 février 2015       | Global Indian Music Academy Awards     | Meilleure musique d'accompagnement                    | Vishal Bhardwaj                   | Lauréat    |
| 24 février 2015       | Global Indian Music Academy Awards     | Meilleur chanteur de play-back                        | Sukhwinder Singh (pour Bismil)    | Nomination |
| 24 février 2015       | Global Indian Music Academy Awards     | Meilleure chanteuse de play-back                      | Rekha Bhardwaj (pour Aaj Ke Naam) | Nomination |
| 24 février 2015       | Global Indian Music Academy Awards     | Meilleur album pour un film                           | Haider                            | Nomination |
| 24 février 2015       | Mirchi Music Awards                    | Musique d'accompagnement de l'année                   | Vishal Bhardwaj                   | Lauréat    |
| 24 février 2015       | Mirchi Music Awards                    | Parolier de l'année                                   | Gulzar (pour Bismil)              | Nomination |
| 24 février 2015       | Mirchi Music Awards                    | Chanteuse à venir de l'année                          | Shraddha Kapoor (pour Do Jahaan)  | Nomination |
| 24 février 2015       | Mirchi Music Awards                    | Chanson de l'année                                    | Jhelum                            | Nomination |
| 25 mars 2015          | Asian Film Awards                      | Meilleur film                                         | Haider                            | Nomination |
| 25 mars 2015          | Asian Film Awards                      | Meilleur réalisateur                                  | Vishal Bhardwaj                   | Nomination |
| 25 mars 2015          | Asian Film Awards                      | Meilleure actrice dans un second rôle                 | Tabu                              | Nomination |
| 25 mars 2015          | Asian Film Awards                      | Meilleur direction artistique                         | Subrata Chakraborty, Amit Ray     | Nomination |
| 24 février 2015       | National Film Awards                   | Meilleure direction musicale                          | Vishal Bhardwaj                   | Lauréat    |
| 24 février 2015       | National Film Awards                   | Meilleur chanteur de play-back                        | Sukhwinder Singh (pour Bismil)    | Lauréat    |
| 24 février 2015       | National Film Awards                   | Meilleur dialogue                                     | Vishal Bhardwaj                   | Lauréat    |
| 24 février 2015       | National Film Awards                   | Meilleure chorégraphie                                | Suresh Adhana (pour Bismil)       | Lauréat    |
| 24 février 2015       | National Film Awards                   | Meilleurs costumes                                    | Dolly Ahluwalia                   | Lauréat    |
| 7 juin 2015           | IIFA Awards                            | Meilleur acteur                                       | Shahid Kapoor                     | Lauréat    |
| 7 juin 2015           | IIFA Awards                            | Meilleure actrice dans un second rôle                 | Tabu                              | Lauréat    |
| 7 juin 2015           | IIFA Awards                            | Meilleure direction artistique                        | Subrata Chakraborty, Amit Ray     | Lauréat    |
| 7 juin 2015           | IIFA Awards                            | Meilleur maquillage                                   | Preetisheel Singh, Clover Wootton | Lauréat    |
| 7 juin 2015           | IIFA Awards                            | Meilleur son                                          | Shajith Koyeri                    | Lauréat    |
| 7 juin 2015           | IIFA Awards                            | Meilleur réenregistrement sonore                      | Debajit Changmai                  | Lauréat    |
| 7 juin 2015           | IIFA Awards                            | Meilleurs costumes                                    | Dolly Ahluwalia                   | Lauréat    |
| 7 juin 2015           | IIFA Awards                            | Meilleure musique d'accompagnement                    | Vishal Bhardwaj                   | Lauréat    |
| 7 juin 2015           | IIFA Awards                            | Meilleure performance dans un rôle de méchant         | Kay Kay Menon                     | Lauréat    |
| 7 juin 2015           | IIFA Awards                            | Meilleur film                                         | Haider                            | Nomination |
| 7 juin 2015           | IIFA Awards                            | Meilleur réalisateur                                  | Vishal Bhardwaj                   | Nomination |
| 7 juin 2015           | IIFA Awards                            | Meilleur acteur dans un second rôle                   | Kay Kay Menon                     | Nomination |
| 7 juin 2015           | IIFA Awards                            | Meilleure direction musicale                          | Vishal Bhardwaj                   | Nomination |
| 7 juin 2015           | IIFA Awards                            | Meilleure chanteuse de play-back                      | Sukhwinder Singh (pour Bismil)    | Nomination |